# Biševo
Biševo (italiensk:Busi) er en ø i den kroatiske del af Adriaterhavet. Den ligger midt i Dalmatiens skærgård, fem kilometer sydvest for øen Vis. Den har et areal på 5,8 km², og havde  i 2001 et folketal på 19. Øen består af kalksten, det højeste punkt på øen er Straženica som er 239 meter over havet. Centralt på øen er der frugtbare marker, norddelen af øen er dækket af fyrreskov og resten af øen med middelhavskrat (maki) eller nøgne sten.  Kysten ud for er et rigt fiskeriområde. De vigtigste erhverv er vindyrking, fiskeri og turisme.
Et Benediktinerkloster blev grundlagt på Biševo i 1050 af Ivan Grlić fra Split, men det blev forladt to hundrede år senere på grund af faren fra sørøvervirksomhed i området. En kirke viet til Sankt Sylvester er bevaret i nærheden af klosterruinerne.
På den bratte kyst er det flere grotter, den mest kendte kaldes den blå grotte (kroatisk: Modra špilja). Den har vært tilgængelig siden 1884, men kan kun nås med båd. Den er 18 meter lang, 6 meter dyb og 6 meter høj. Grotteindgangen er kun 1,5 meter høj og 2,5 meter bred. Mellem klokken 10 og 13 reflekteres solstråler som trænger gennem den undersøiske åbning i den hvide bund, og giver grotten en blå farve og fisk og andre objekter i vandet en sølvfarve.